# Exumer
Exumer é uma banda de thrash metal alemã. Causou grande impacto quando surgiu, com músicas características do velho thrash old school, fez sucesso na onda thrash da Alemanha que também contou com Sodom, Destruction, Kreator, Assassin, Living Death, Tankard, Violent Force etc.
Acabou precocemente em 1991 e sua última formação não contava nem com metade dos membros que iniciaram o Exumer. Fizeram ainda uma apresentação no Wacken Open Air de 2001.
Em 2012 eles anunciam uma mudança na formação e o lançamento do novo álbum Fire & Damnation.

## Integrantes
- Mem Von Stein - baixo e vocal (1985-1986), vocais (2009-presente)
- Ray Mensch - guitarra  (1985-1991, 2009-presente)
- T. Shiavo - baixo (2009-presente)
- Matthias Kassner - bateria (2010-presente)

### Ex integrantes
- Syke Bornetto - bateria (1985-1989)
- Bernie Siedler - guitarra (1985-?)
- Paul Arakari - baixo (1986-1988), Guitarra e Vocais (2009-2010)
- Bernd Cramer - bateria (1989)
- Franz Pries - baixo (1989)
- John Cadden - vocais (1989)
- J. P. Rapp  - bateria (sessão) (2009-2010)
- H.K. - guitarra (2010-2013)

## Discografia

### Álbuns de estúdio
- 1986 - Possessed by Fire
- 1987 - Rising from the Sea
- 2012 - Fire & Damnation
- 2016 - The Raging Tides
- 2019 - Hostile Defiance

### Demos
- 1985 - A Mortal in Black
- 1989 - Whips & Chains
- 2009 - Waking The Fire